# Impasse des Ursulines
L'impasse des Ursulines est une ruelle de la ville de Liège reliant la Montagne de Bueren à la rue Pierreuse et à la rue du Palais, traversant les Coteaux de la Citadelle.

## Odonymie
La voirie tient son nom de la présence de l'ancien couvent des Ursulines établi face à son tenant avec la Montagne de Bueren.

## Description
Cette impasse, qui n'en est plus une depuis 1980, serpente, au départ de la Montagne de Bueren et après une ligne droite d'environ 50 mètres, à travers les Coteaux de la Citadelle jusqu'aux Terrasses des Minimes pour ensuite rejoindre la rue du Palais à hauteur du no 60 et la rue Pierreuse à hauteur du no 38. Si en ligne « directe » sa longueur est de 240 mètres, sa longueur totale peut aisément être doublée grâce aux nombreuses sous-impasses éponymes qui y ont leur tenant.

## Historique
Au XVIIe siècle, cette voirie s'appelait en Fer à cheval du nom de l'enseigne de sa première maison aujourd'hui disparue. À l'époque, elle menait, sans plus, au béguinage du Saint-Esprit,.
Dans le cadre des travaux de construction de l'îlot Saint-Georges dans les années 1960-1970, le relais de poste situé 11 rue Saint-Jean-Baptiste est démonté et reconstruit en 1974 dans l'impasse des Ursulines, sous la direction de l'architecte Jean Francotte, dans l'objectif de la création d'un musée de l'Architecture qui sera inauguré le 7 octobre 1976. Installé dans le béguinage du Saint-Esprit et le relais de poste, le musée ferme définitivement ses portes en 1990,.

## Événementiel
Depuis 2003, une biennale présente, au mois de mai, des œuvres d'artistes peintre exposées dans le cadre privé des résidents de l'impasse.
Elle participe également aux deux événements annuels qui animent l'ensemble des Coteaux de la Citadelle.

## Économie
La microbrasserie de la Principauté (Brasserie C) brassant la bière Curtius s'est installée dans la rue.